# Marie Löcker
Marie Löcker (* 1982 in Salzburg) ist eine österreichische Schauspielerin und Hörspielsprecherin.

## Leben
Marie Löcker studierte an der Folkwang Universität der Künste in Bochum. Bereits während ihrer Ausbildung spielte sie am Schauspielhaus Bochum und an den Wuppertaler Bühnen. Ihr erstes Festengagement führte sie von 2008 bis 2011 an das Berliner Ensemble. In dieser Zeit gastierte Löcker auch an der Volksbühne und den Sophiensälen. 2012 stand Löcker in Anton Tschechows Platonow auf der Bühne des Hamburger Thalia Theater, ab 2014 stand sie dort fest unter Vertrag. Seit Beginn der Spielzeit 2020/21 ist Löcker Ensemblemitglied am Theater Basel.
Löcker arbeitete mit prominenten Regisseurinnen und Regisseuren zusammen. In Berlin waren dies u. a. Martin Wuttke und Thomas Langhoff, in Hamburg Jette Steckel, Peter Jordan, Leonhard Koppelmann, Ersan Mondtag oder Jan Bosse.
Gelegentlich arbeitet Löcker auch vor der Kamera oder als Sprecherin in Hörspielen. Sie lebt in Basel. 

## Filmografie (Auswahl)
- 2011: Das traurige Leben der Gloria S.
- 2013: Einmal Leben bitte
- 2018: Der Lissabon-Krimi – Alte Rechnungen
- 2018: Am Ende ist man tot
- 2018: Die Pfefferkörner – Der doppelte Wille
- 2020: Aus dem Tagebuch eines Uber-Fahrers – White Russian
- 2021: SOKO Hamburg – Gewaltige Liebe

## Hörspiele
- 2006: James Graham Ballard: Hochhaus – Regie: Paul Plamper – WDR
- 2011: Albrecht Kunze: Die Theoretiker im Exil – Regie: Albrecht Kunze – SWR/HR
- 2014: Julia Deck: Viviana Élisabeth Fauville – Regie: Beate Andres – NDR
- 2015: Arturo Pérez-Reverte: Der Schlachtenmaler – Regie: Alexander Schuhmacher – NDR
- 2015: Sherko Fatah: Der letzte Ort – Regie: Beate Andres – NDR
- 2015: Joël Dicker: Die Wahrheit über den Fall Harry Quebert – Regie: Leonhard Koppelmann – NDR
- 2016: Jens Rachut: Hexensucht – Regie: Jens Rachut – WDR
- 2016: Simon Stephens: Birdland – Regie: Irene Schuck – NDR
- 2018: Ronja von Rönne: Wir kommen – Regie: Elisabeth Weilenmann – NDR
- 2019: Terézia Mora u. a.: Guter Rat – Regie: Benjamin Quabeck u. a. – WDR/Deutschlandradio/BR
- 2019: Simone Kucher: Playgrounds – Regie: Claudia Johanna Leist – WDR
- 2019: Juliane Rothenburg: Koslik ist krank – Regie: Elisabeth Weilenmann u. Franziska Schneider
- 2020: Georges Simenon – Die Phantome des Hutmachers – Regie: Janine Lüttmann – NDR
- 2020: Albrecht Kunze: Das unsichtbare Dritte – Regie: Albrecht Kunze – SWR
- 2021: Albrecht Kunze: Die dunkle Seite des Mundes – Regie: Albrecht Kunze – SWR